# Bledius nebulosus
Bledius nebulosus är en skalbaggsart som beskrevs av Thomas Casey 1889. Bledius nebulosus ingår i släktet Bledius och familjen kortvingar. Inga underarter finns listade i Catalogue of Life.